# إسحاق بوتس
إسحاق بوتس (بالإنجليزية: Isaac Butts)‏ مواليد 28 مايو 1989، هو لاعب كرة سلة أمريكي. بدأ مسيرته الاحترافية في سنة 2012. يلعب في دوري كرة السلة الياباني للمحترفين كلاعب وسط. يحمل الرقم 5. يبلغ طوله 6 قدم 10 بوصة (2.1 م). لعب مع مونكتون ميراكلز في دوري كندا الوطني لكرة السلة ونادي راستا فشتا لكرة السلة في الدوري الألماني لكرة السلة.

## روابط خارجية
- إسحاق بوتس على موقع دوري كرة السلة الياباني للمحترفين (اليابانية)
- إسحاق بوتس على موقع كرة السلة الأوروبية.كوم (الإنجليزية)
- إسحاق بوتس على موقع كلية كرة السلة في سبورتس رفرنس.كوم (الإنجليزية)
- إسحاق بوتس على موقع ريلجم (الإنجليزية)
- إسحاق بوتس على موقع بروبوليرز (الإنجليزية)